# Linxys
Linxys (кит. упр. 菱势) — китайский производитель фургонов со штаб-квартирой в Лючжоу, основанный в 2023 году. Принадлежит автоконцерну Guangxi Auto.

## История
В 2020 году концерн Guangxi Auto зарегистрировал новый товарный знак Linxys в рамках подготовки к внедрению новой марки автомобилей в дополнение к продукции Wuling Motors. В 2022 году был сфотографирован прототип компактного фургона с обозначениями предполагаемой дочерней компании, однако автомобиль не вышел за рамки стадии разработки. 
В конце концов, бренд Linxys был открыт в июне 2023 года, когда на внутреннем китайском рынке были выставлены на продажу два небольших фургона. Первая модель бренда Linxys — Gold Truck с гибридной силовой установкой.
В начале 2024 года в модельном ряду Linxys появился цельнометаллический полностью электрический фургон под названием Gold Van.

## Модельный ряд
- Gold Van
- Gold Truck